# Боз-Ала
Боз-Ала (кирг. Боз-Ала) — село в Узгенском районе Ошской области Кыргызстана. Входит в состав Джалпак-Ташского аильного округа. Код СОАТЕ — 41706 255 813 10 0

## Население
По данным переписи 2023 года, в селе проживало 276 человек.